# دستور أنغولا
دستور أنغولا هو القانون الأساسي لجمهورية أنغولا. تم إقرار الدستور المؤقت بعد الاستقلال في سنة 1975، والدستور الثاني في سنة 1992، والدستور الثالث، وهو النافذ في الحاضر، في سنة 2010.

## دستور 1975
وضع دستور 1975 أهداف التخلص من آثار الاستعمار البرتغالي، وضمن عدداً من الضمانات للحريات الفردية ومنع التمييز بناء على اللون أو العرق أو الإثنية أو الجنس أو مكان الولادة أو الدين أو المستوى التعليمي أو الوضع الاقتصادي أو الاجتماعي، كما وعد بحرية التعبير والتجمع.
يوضح التعديلان في سنة 1976 و1980 الهدف الوطني في بناء دولة اشتراكية ثورية نظام الحزب الواحد، ويحدد الدستور المعدل السيادة للشعب الأنغولي، يضمنها تمثيل الشعب من قبل الحزب، لتحقيق سلطة الشعب. يحدد الدستور الدور القائد للحزب في رسم السياسة ويجعل الحكومة مسؤولة أمامه في تنفيذ سياسته. ترتكز التنمية الاقتصادية على النموذج الاشتراكي للملكية التعاونية.
من الضمانات الدستورية كذلك توفير الرعاية الصحية وإتاحة التعليم والمساعدة الحكومية أثناء الطفولة والأمومة والعجز والهرم. ومقابل ذلك على كل فرد أن يشارك في الدفاع عن الوطن والمشاركة في الانتخابات والعمل في الوظائف الرسمية إن تم تعيينه فيها أو انتخابه إليها، والعمل (وهو واجب) والمساهمة في التحول الاشتراكي.
ورغم النبرة الاشتراكية الواضحة يضمن الدستور الملكية الخاصة ويسمح للشركات الخاصة بالعمل ضمن الحدود التي تضعها الدولة. الأهداف الوطنية الاقتصادية هي تنمية الزراعة والصناعة وتحقيق العلاقات الاجتماعية العادلة في كل قطاعات الإنتاج وتعزيز نمو القطاع العام والتعاوني وتنفيذ نظام الضرائب المباشرة المتدرجة. الأهداف الوطنية الاجتماعية تركز على محو الأمية وتطوير التعليم وتعزيز الثقافة الوطنية وتطبيق الفصل الصارم بين الدين والدولة مع احترام رسمي لجميع الأديان.
يلخص الدستور السياسة العسكرية لأنغولا، فيمنع صراحة وجود قواعد عسكرية أجنبية على تراب أنغولا والارتباط بأي منظمة عسكرية أجنبية، ويحدد أن القوات المسلحة الشعبية لتحرير أنغولا [الإنجليزية] هي الجيش الوطني، ومسؤوليته في الدفاع عن الوطن وإعادة بنائه. ينطبق التجنيد الإجباري على المواطنين من كلا الجنسين الذين بلغوا الثامنة عشرة من العمر.

## دستور 1992
تم تعديل دستور 1975 في 6 مارس 1991 و26 أغسطس 1992 ليسمح بإجراء انتخابات متعددة الأحزاب وانتخاب رئيس الجمهورية انتخاباً مباشراً.

## دستور 2010
أقر برلمان أنغولا في 21 يناير 2010 الدستور الجديد للبلاد بدل الدستور المؤقت لسنة 1975 الذي بقي عاملاً منذ الاستقلال. وتم إقرار الدستور كاملاً بـ186 صوتاً معه للا أصوات ضده وامتناع عضوين عن التصويت. وصعت مسودة الدستور من قبل لجنة تتألف من 60 عضو برلمان بمشاورة 19 خبيراً ومشاورات شعبية، ويتألف من 244 مادة. قاطع حزب يونيتا المعارض التصويت لأنه لم يكن في رأيهم عادلاً ولا ديمقراطياً. كانت أغلبية أعضاء اللجنة الدستورية (81%) من الحزب الحاكم بما يتفق مع نسبتهم في البرلمان.
حدد الدستور الجديد حكومة تماثل ما هو موجود في بوتسوانا وجنوب أفريقيا، وسمي رئيس الجمهورية رسمياً رئيساً للدولة ورئيس السلطة التنفيذية والقائد العام للقوات المسلحة لأنغولا. ألغى الدستور الانتخابات المباشرة لرئيس الجمهورية، فصار حزب الأغلبية في البرلمان يسمي الرئيس، ويختار الرئيس نائب الرئيس. تُحدَّد رئاسة الجمهورية بفترتين انتخابيتين مدة كل واحدة منهما خمس سنوات، لكن لا تُحتسَب السنوات التي قضاها دوس سانتوش منذ توليه الرئاسة في سنة 1979، فيحق له أن يبقى رئيساً حتى سنة 2022 لأن الانتخابات العامة في سنة 2012 هي وقت بداية تطبيق هذا الحكم. ألغي منصب رئيس الوزراء، ويقوم بمهامه نائب الرئيس.